# اچ‌ام‌اس وینچلسی (۱۷۶۴)
اچ‌ام‌اس وینچلسی (۱۷۶۴) (به انگلیسی: HMS Winchelsea (1764)) یک کشتی بود که طول آن ۱۲۵ فوت (۳۸ متر) بود. این کشتی در سال ۱۷۶۴ ساخته شد.